# All i pebre
El allipebre, en valenciano all i pebre, (‘ajo y pimentón’) es una típica salsa valenciana utilizada para cocinar pescados. Por extensión, se puede denominar así mismo al mismo plato que se realiza con la salsa, siendo el más famoso el all i pebre de anguilas, aunque también son típicos los elaborados con mújol, rape, salmón u otros.
El allipebre se elabora en la zona de la Huerta y la Ribera del Júcar.

## Origen
El origen de esta receta se sitúa en el puerto de Catarroja, a las orillas del lago de la Albufera situado apenas a unos diez kilómetros al sur de la ciudad de Valencia, donde antaño eran muy abundantes las anguilas. Aunque habitual y erróneamente, se suele atribuir el origen de este plato a El Palmar, por la cantidad de restaurantes que sirven esta receta.
Los pescadores de Catarroja, en una época en la que la captura de la anguila era abundante, empezaron a utilizar en sus hogares a este pez de aspecto alargado en alguna de sus recetas. Corrían malos tiempos y las familias se abastecían principalmente de los productos que la tierra y el mar les ofrecían. De ahí nació la llamada «humilde cocina del pescador». Pero mucho ha llovido desde entonces y la abundancia de este pescado, con apariencia de serpiente, ha pasado a ser no tan boyante y a obligar a los restaurantes a comprar la anguila en piscifactorías de pueblos cercanos.

## Preparación
Se sofríen los ajos y acto seguido el pimentón. Se cubre de agua y cuando ésta hierva, se agregan las patatas peladas y las anguilas limpias y troceadas. Se condimenta con guindilla y sal al gusto, y se guisa por 20-25 minutos. Se agrega un picadillo al plato para espesar y dar sabor, con mano de mortero se trituran unos ajos y un trozo de patata cocida, y a veces perejil, un puñado de almendras fritas o piñones tostados. Algunas variantes incluyen un chorrito de coñac, o bien un toque de canela.